# Vladimir Ivanovič Nevskij
Vladimir Ivanovič Nevskij, in russo Владимир Иванович Невский?, pseudonimo di Feodosij Ivanovič Krivobokov (Rostov sul Don, 2 maggio 1876 – Mosca, 26 maggio 1937), è stato uno storico e rivoluzionario russo.

## Biografia
Figlio di un ricco commerciante, nel 1895 iniziò a svolgere attività politica illegale in un circolo populista con tendenze marxiste. Nel 1897 s'iscrisse alla Facoltà di chimica dell'Università di Mosca, aderendo a un gruppo studentesco socialdemocratico. Qui lesse Il Capitale di Marx, l'Antidüring di Engels e diffuse il Manifesto del Partito Comunista.
Nel 1899 il circolo fu scoperto e sciolto dalla polizia e dopo tre mesi di carcere Nevskij fu inviato in soggiorno obbligato a Rostov. Nel 1900 andò a Pietroburgo per entrare in contatto con l'Unione di lotta per l'emancipazione della classe operaia, ma fu arrestato ed esiliato a Voronež dove continuò l'attività rivoluzionaria organizzando una tipografia illegale e aderendo, nel 1903, alla corrente bolscevica del POSDR.
Nel 1904 poté trasferirsi a Ginevra, dove conobbe Lenin e altri emigrati politici. Su consiglio di Lenin tornò in Russia per contribuire a organizzare i comitati bolscevichi di Voroneż, Jaroslavl', Pietroburgo, Rostov, Brjansk e Orël in vista del III Congresso del Partito. Nel dicembre del 1905 partecipò alla prima Conferenza di Tammerfors e nell'aprile del 1906, a Stoccolma, al IV Congresso del POSDR quale delegato di Voronež. Fino al 1908 lavorò clandestinamente nel quartiere operaio Nevskij di Pietroburgo, da cui assunse lo pseudonimo. Arrestato con l'accusa di appartenere all'organizzazione militare del POSDR, passò in carcere un anno prima di essere assolto.
Trasferitosi a Char'kov nel 1910, vi si laureò e nel 1912 entrò a far parte del Comitato centrale del Partito. Arrestato ancora nel 1913, fu esiliato a Poltava da dove fuggì nell'imminenza della sua deportazione in Siberia. Nel 1917 era a Ekaterinburg quando iniziò la Rivoluzione di febbraio: giunto in marzo a Pietrogrado, fu redattore della Soldatskaja Pravda, entrò nel Comitato militare rivoluzionario e in tale veste partecipò alla Rivoluzione d'ottobre.
Nel nuovo potere sovietico Nevskij fu commissario del popolo ai Trasporti fino al marzo del 1919, poi rettore dell'Università Sverdlov di Mosca. Nel 1923 divenne direttore della rivista Krasnaja Letopis' (Annali Rossi) e dal 1924 direttore dell'Institut Istorii Partii (Istituto per la storia del Partito) e della Biblioteca Lenin.
Dall'inizio degli anni Trenta Nevskij fu progressivamente isolato con l'accusa di aver trascurato, nei suoi studi storici, il ruolo svolto da Stalin nel partito bolscevico e nella Rivoluzione d'ottobre. Arrestato il 20 febbraio 1935 con l'accusa di far parte di un « gruppo anti-partito », fu condannato a cinque anni di lavori forzati. Nel 1937 fu tradotto a Mosca e processato con l'accusa di « attività terroristica antisovietica ». Condannato a morte il 25 maggio 1937, la sentenza fu eseguita il giorno dopo. Fu riabilitato nel 1955.

## Scritti
Vladimir Nevskij è autore di diverse centinaia di articoli sulla storia del movimento rivoluzionario russo. Tra i saggi, si segnalano:
- Char'kovskoe delo Juvenalija Mel'nikova i drugich, 1921
- Ot gruppy Blagoeva k Sojuzy Bor'by, 1921
- Južno-russkij rabočij sojuz v gorode Nikolaev v 1897 godu, 1922
- Istorija Rossijskoj kommunističeskoj partii (bol'ševikov), 1926

### Edizioni italiane
- Vladimir I. Nevskij, Storia del Partito bolscevico dalle origini al 1917, Milano, Edizioni Pantarei, 2008 ISBN 978-88-86591-21-8